# Luigi Carlo Daneri

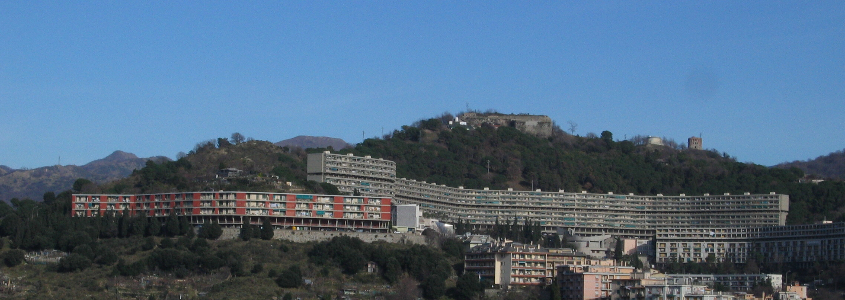
Il quartiere Forte-Quezzi (detto il Biscione) a Genova, 1956

Luigi Carlo Daneri (Borgo Fornari, 20 maggio 1900 – Genova, 7 settembre 1972) è stato un architetto italiano.

## Biografia
Nato nella frazione di Borgo Fornari di Ronco Scrivia, svolse il biennio di ingegneria presso l'Università di Genova e concluse gli studi universitari alla Scuola di applicazione per Ingegneri Civili di Roma, sezione Architettura, laureandosi in ingegneria nel 1923. 
Dopo un periodo di apprendistato presso lo studio genovese dei Coppedè, aprì una propria attività nel 1929 e subito progettò e costruì le prime opere secondo una versione sobria, quasi classica, dell'eclettismo allora diffuso.
Negli anni trenta si dedicò alle ricerche del Movimento Moderno. Nel 1933 partecipò alla V Triennale di Milano con il gruppo degli architetti liguri.
Nel 1934 vinse il concorso per le case alte alla Foce di Genova. L'attività si interruppe per lo scoppio della seconda guerra mondiale. Durante il dopoguerra, per la ricostruzione di Genova, partecipò alla progettazione per INA-Casa. Una grave malattia gli rese difficile proseguire il lavoro per un decennio, prima della morte, nel 1972.
Conseguì la libera docenza in architettura e composizione architettonica nel 1954, e proseguì con l'attività d'insegnamento nella facoltà di ingegneria dell'Università di Genova. Nel 1964 ricevette il titolo di professore straordinario e nel 1972 quello di ordinario.
Fu membro del Movimento Studi Architettura dal 1947, dei CIAM dal 1948, membro effettivo e vice presidente della sezione ligure dell'Istituto Nazionale di Urbanistica, accademico di merito dell'Accademia di San Luca dal 1930, membro per invito del MoMA di New York dal 1939, premio IN-ARCH.

## Un'architettura che si fa territorio
Luigi Carlo Daneri, allievo di Marcello Piacentini e indiscusso protagonista delle vicende architettoniche genovesi, operò all'interno dello stesso contesto, applicando soluzioni progettuali diverse alle sue architetture, ma sempre relazionandosi fortemente con il territorio. Un esempio è rappresentato dalla città di Genova dove l'architetto ebbe modo di lavorare a diverse scale: dall'architettura-infrastruttura, come accadde con il quartiere residenziale Ina Casa sulla collina di Quezzi; passando per la scala urbana di Piazza Rossetti in cui costruisce un insediamento a C che include il quarto lato: il mare.

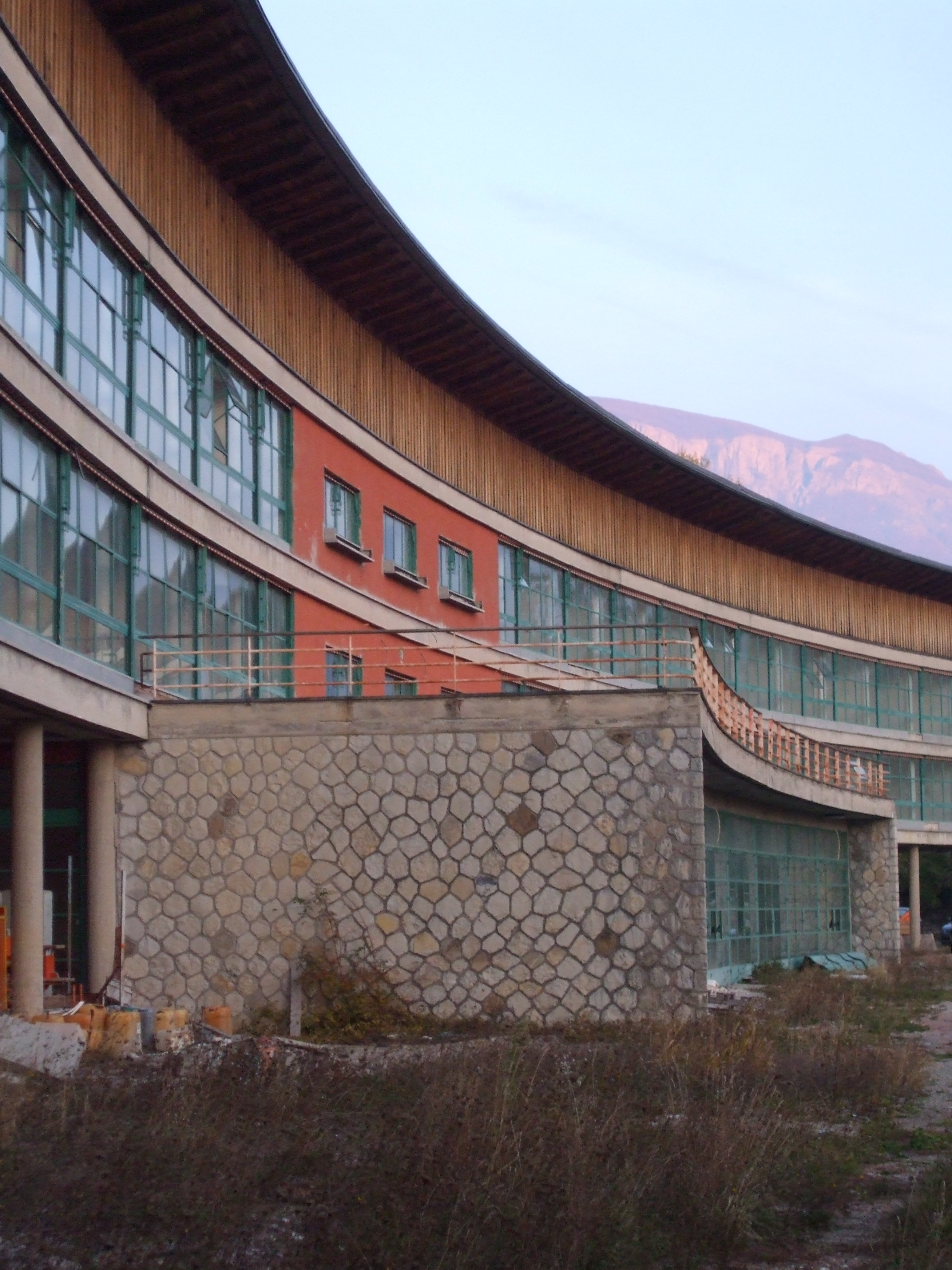
Colonia Piaggio a Santo Stefano d'Aveto

Ad alcuni critici l'architettura daneriana appare una forma manierista del linguaggio corbuseriano; in effetti Daneri riprende alcune tipologie ed elementi espressi da Le Corbusier, ma li riadatta al contesto ligure. È qui che diviene interessante il suo lavoro, che venne apprezzato anche dallo storico dell'architettura Bruno Zevi, il quale pubblicò nella sua "Storia dell'architettura moderna" un'immagine aerea del complesso residenziale Ina Casa di Quezzi (noto come il Biscione, per la sua forma a seguire le curve di livello).
Daneri si concentra nella progettazione di edilizia residenziale pubblica come dimostrano i quartieri Bernabò Brea, Quezzi e Mura degli Angeli in cui l'elemento ricorrente è il rapporto con l'orientamento dell'edificio e la dimensione tesa a costruire il paesaggio. Infatti proprio il quartiere denominato dai genovesi il "Biscione" è l'espressione di quel Plan Obus pensato da Le Corbusier per Algeri e mai realizzato; rappresenta uno dei più importanti e significativi esempi di architetture di grandi dimensioni in Italia, come ha più volte sottolineato Bruno Zevi ne "L'architettura", anche per la relazione che instaura con il territorio.
Daneri, essendosi formato con i CIAM (Congrés International d'Architecture Moderne), dichiara di aver appreso la lezione del movimento moderno: pianta libera, facciata libera, pilotis, cemento a vista. Ma un'altra caratteristica del suo operare è l'etica della progettazione: infatti egli aveva lo stesso atteggiamento sia che costruisse la casa popolare sia la casa per il borghese di turno. Ciò è dimostrato dai tagli dimensionali degli alloggi che non cambiano. Continuando nell'esplorazione della sua ricerca progettuale, si nota come dalle case di Sanremo (che riprendono l'andamento sinuoso della costa, alla Colonia Montana Piaggio di Santo Stefano d'Aveto (una grande concavità rivolta verso la valle), passando per il Biscione, l'ospedale genovese San Martino e gli altri quartieri residenziali (Mura degli Angeli e Bernabò Brea) l'opera di Daneri abbia prodotto una varietà di soluzioni progettuali, sempre ancorate al territorio che le ospita.

## Principali progetti e realizzazioni

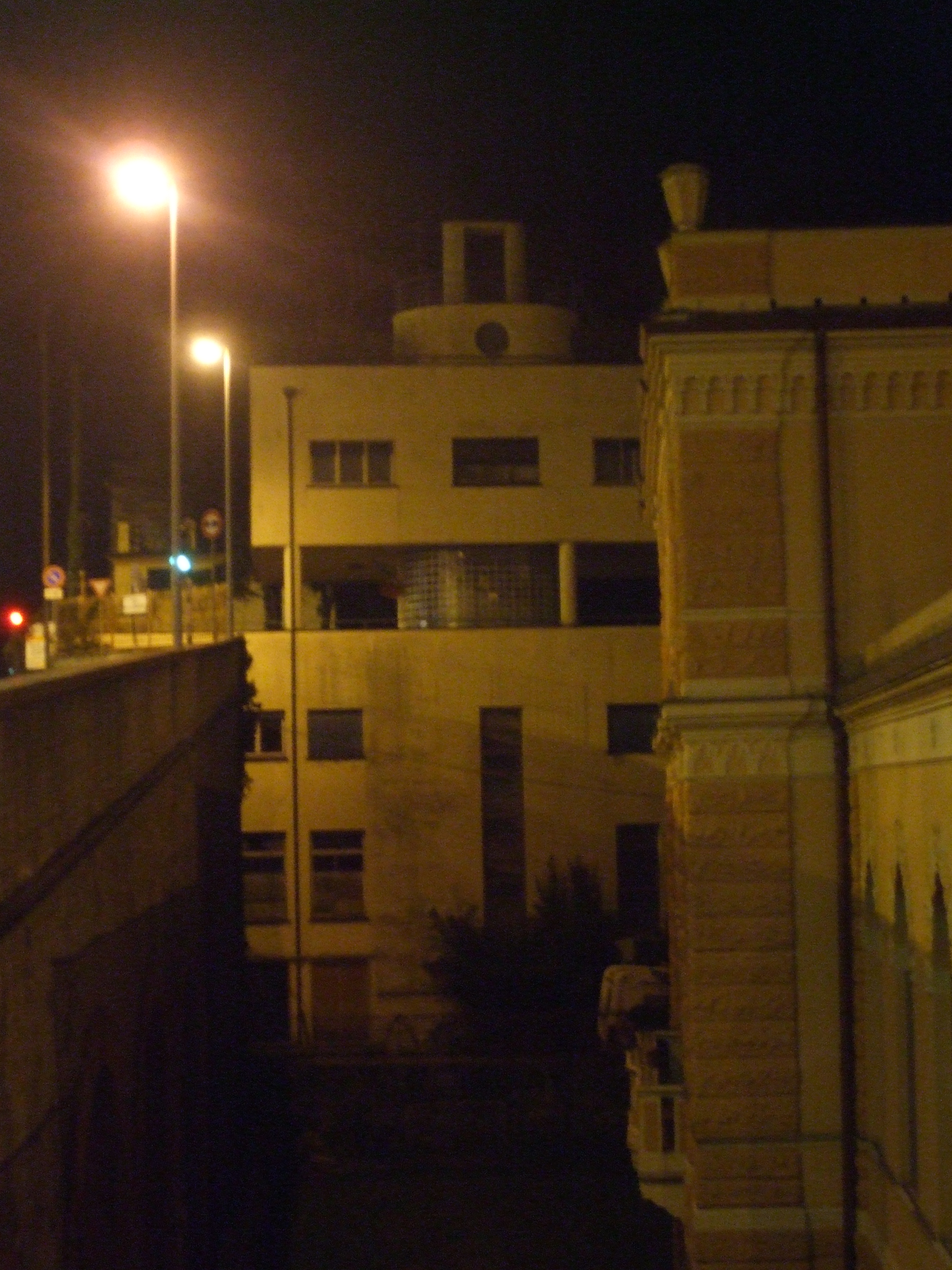
Casa Littoria rionale "Nicolò Bonservizi"

I seguenti progetti, quando non diversamente specificato, furono realizzati a Genova.
- 1929 Rowing Club, nel porticciolo del Duca degli Abruzzi.
- 1929 Villa Guelfi a Nervi
- 1930 Partecipa al concorso per il piano regolatore delle zone centrali della città (aggiudicandosi il secondo premio con il progetto contraddistinto dal motto "Genuensis ergo mercator" elaborato con Luigi Ferrari.
- 1931 Partecipa al concorso per il piano regolatore della zona di Levante della città di Genova insieme a Ferrari, Morozzo della Rocca, Viale, Vietti e Zappa
- 1931 - 1935 Villa Venturini, demolita nel 1990.
- 1932 - 1935 Chiesa di San Marcellino a Genova; la torre fu completata nel 1953.
- 1933 Casa alta alla V Triennale di Milano, con il gruppo degli architetti liguri.
- 1934 - 1958 Case alte alla Foce, complesso residenziale di Piazza Rossetti.
- 1936 - 1938 Casa littoria rionale "Nicolò Bonservizi" a Genova-Sturla.
- 1938 - 1939 Colonia Rinaldo Piaggio a Santo Stefano d'Aveto (GE).
- 1938 - 1940 Villa Domus a Sestri Levante (GE).
- 1938 - 1941 Fabbrica MITA a Nervi (GE).[2]
- 1940 - 1941 Studi su Albaro
- 1942 Villa Cedri a Merano
- 1946 Concorso di idee per il piano regolatore di Genova.
- 1948 - 1949 Centro sport nautico a San Michele di Pagana, Rapallo (GE), in collaborazione con Pier Luigi Nervi.
- 1949 Partecipa al concorso per il piano regolatore delle zone di Piccapietra, San Vincenzo e via Madre di Dio aggiudicandosi il terzo posto
- 1948 - 1952 Edificio per uffici, sede AMGA, in collaborazione con Mario Labò.
- 1949 - 1958 Edificio per uffici, sede de Il Secolo XIX, in collaborazione con George Goldberg.
- 1950 Partecipa al concorso Nazionale per il piano regolatore della città di Finale Ligure
- 1950 - 1953 Progetto urbanistico e realizzazione del quartiere INA-Casa Bernabò Brea, in collaborazione con Giulio Zappa e Luciano Grossi Bianchi.
- 1956 - 1958 Coordinazione del piano particolareggiato e progettazione architettonica della casa A del quartiere INA-Casa per 4 500 abitanti a Forte Quezzi, detto il Biscione, in collaborazione con altri architetti.
- 1957 - 1960 Complesso turistico a Ospedaletti, Sanremo (IM).
- 1958 - Consulente per la Commissione di studio sul centro storico di Genova
- 1958 - 1959 Progetto urbanistico della Fiera di Genova.
- 1958 - 1972 Edificio monoblocco dell'Ospedale San Martino, in collaborazione con altri.
- 1958 - 1960 Concorso per il Palazzo dello Sport alla Fiera di Genova, con Pier Luigi Nervi, I premio ex aequo.
- 1962 - 1965 Esegue studi sul piano particolareggiato della zona della Commenda presso Palazzo Reale di Genova

## Scritti
- La colonia montana R. Piaggio, Milano, Editoriale Domus, 1940 (Estratto dalla rivista Costruzioni, n.145 del 1940).
- Una piccola casa sulla scogliera di Sestri Levante, Genova, Mario Bozzi, 1958.
- La villa Tagliacarne a S. Caterina di Levanto (con Ennio Poleggi), Genova, Agis, 1964.
- contributo su  10 maestri dell'architettura italiana, Milano, Electa, 1988.